# Mentor (mythologie)
Pour les articles homonymes, voir Mentor.

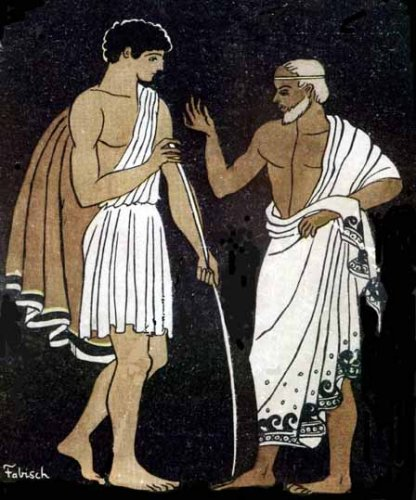
Mentor conseillant le jeune Télémaque dans l’Odyssée (illustration des éditions Peuser, Buenos Aires, 1956).

Dans la mythologie grecque, Mentor (en grec ancien : Μέντωρ / Méntōr) est le précepteur de Télémaque.
Né à Ithaque, fils de l'Ithacien Alcimos, Mentor est un ami de longue date du roi grec Ulysse, qu'il assiste régulièrement de ses conseils. Lorsque Ulysse quitte son royaume pour participer à la guerre de Troie, il confie à Mentor l'éducation de son fils et la gestion de son patrimoine. Mentor devient donc le conseiller de Télémaque, qu'il guide dans ses choix. Quand les prétendants cherchent à contraindre Pénélope à choisir parmi eux un nouvel époux qui deviendrait ipso facto le nouveau roi d'Ithaque, c'est Mentor qui pousse Télémaque à partir rechercher son père.
La déesse Athéna, sous les traits de Mentor, s'adresse à Ulysse et à son fils pour leur dispenser ses conseils et les protéger.
Dans Les Aventures de Télémaque, paru en 1699, Fénelon donne un rôle considérable à Mentor. Dès le début du XVIIIe siècle, son nom passe dans la langue comme substantif pour désigner une personne très expérimentée dans un domaine qui accompagne une autre personne souvent plus jeune et moins expérimentée (mais non moins motivée), en réfléchissant, conseillant, et donnant du soutien moral pour l'aider à se développer ou à débuter avec succès dans sa fonction.
L'astéroïde troyen de Jupiter (3451) Mentor porte son nom.

## Sources
- Robert Flacelière pour la collection de la Pléiade (éd. Gallimard), 1993
- Joël Schmidt, Dictionnaire Larousse de la mythologie grecque et romaine, Paris, Larousse, 2005 (ISBN 978-2-03-505550-7)